# زمارات البحر
زمارات البحر أو أسماك أنبوبية أو ملتحمة الفك (الاسم العلمي:Syngnathidae)  هي فصيلة من الأسماك تتبع رتبة زماريات البحر من طائفة الأسماك العظمية. الأسم العلمي (الاسم العلمي:Syngnathidae) ملتحمة الفك مشتق من الأسم العلمي للجنس النموذجي أبو شوكة (الاسم العلمي: Gasterosteus) وهو مؤلف من كلمتين إغريقيتين هما gaster وتعني بطن (بالإنكليزية:stomach) وosteon وتعني عظم (بالإنكليزية:bone).
وتشمل حصان البحر (seahorse) والسمكة الأنبوبة (pipefish) وكثير العشب (weedy) وتنين البحر كثير الورق (leafy sea dragon). يشتق الاسم من اللغة اليونانية، حيث يعني «الفك المضموم» - سين (syn) تعني مضمومًا أو مع بعضه البعض، وجناثوس (gnathus)، تعني فكًا. تعتبر ميزة الفك المضموم ميزةً مشتركة بين هذه العائلة بأكملها.

## الوصف والبيولوجيا
يتم العثور على سمك سينجناثيدس في البحار الاستوائية والهادئة عبر العالم. تعيش معظم الأنواع في المياه الضحلة والساحلية، ومع ذلك يمكن التعرّف على القليل منها في المحيطات ذات المياه المفتوحة، خصوصًا تجدها مشتركة مع حصائر طحالب سارجاسم (sargassum). تتميز بأنفها الممتد، والفك المضموم مع غياب زعنفة الحوض (pelvic fin)، وتتميز أيضًا بالأغطية السميكة ذات الدرع نائي العظام الذي يغطي الجسم. يمنح الدرع لهذه الأنواع جسمًا صلبًا، حتى تتمكن من السباحة بسرعة محركةً زعانفها. ونتيجة لذلك، فإنها تعتبر بطيئةً نسبيًا إذا ما قورنت بالأسماك الأخرى، إلا أنها قادرة على التحكم في حركاتها بدقة كبيرة، بما في ذلك التأرجح في مكانٍ واحد لفترات طويلة.
بعد أن تضع إناث عائلة سينجناثيد البيض (eggs)، يقوم الذكر بتخصيبها ثم يحمل البيض أثناء فترة الفقس. توجد عدة طرق لهذه العملية. يوجد لدى أسماك حصان البحر الذكور تجويف (pouch) بطني لحمل البيض وبالنسبة لأسماك تنين البحر الذكور فتقوم بلصق البيض في ذيلها أما بالنسبة لأسماك الأنبوب الذكور فإنها تقوم بحمل البيض بإحدى الطريقتين وفقًا لأنواعها.
يوجد أيضًا لدى أسماك حصان البحر والأسماك الأنبوبية آلية تغذية فريدة، تعرف بتغذية الامتداد المرن. بالرغم من أن هذه الآلية غير مفهومة بشكل جيد، فإنه يبدو أن أسماك حصان البحر والأسماك الأنبوبية لديها القدرة على تخزين طاقة من عملية انقباض العضلات فوق المحورية (التي تستخدم في استدارة الرأس لأعلى)، عندما تقوم بإطلاقها، ينتج عن هذه الحركة استدارة سريعة شديدة للرأس تمكنها من تسريع حركة فمها تجاه فريسة غير متوقعة.

## التصنيف
- فصيلةهيبوكمبيني (Hippocampinae)
  - الجنس هيبوكمبوس (Hippocampus) (حصان البحر)
  - الجنس هيستيوجامفيلس (Histiogamphelus)
- الفصيلة سينجنثيني (Syngnathinae) (سمكك الانبوب)
  - الجنس أسينترونورا (Acentronura) كاوب (Kaup)، 1953
  - الجنس أنارتشوبتيرس (Anarchopterus) هوبس (Hubbs)، 1935
  - الجنس أبترجوكامبوس (Apterygocampus) ويبر (Weber)، 1993
  - الجنس بهنوتيا (Bhanotia) هورا (Hora)، 1926
  - الجنس بريكس (Bryx) هيرالد (Herald)، 1940
  - الجنس بولبوناريكوس (Bulbonaricus) هيرالد (Herald) في شولتز (Schultz) وهيرالد ولاتشنر (Lachner)و ويلاندر (Welander) و(ودز) (Woods)، 1953
  - الجنس كامبيتشثيس (Campichthys) ويتلي (Whitley)، 1931
  - الجنس تشوريتشثيس (Choeroichthys) كاوب (Kaup)، 1856
  - الجنس كورثويتشثيس (Corythoichthys) كاوب (Kaup)، 1853
  - الجنس كوزموكامبوس (Cosmocampus) داوسن (Dawson)، 1979
  - الجنس دوريتشثيس (Doryichthys) كاوب (Kaup)، 1953
  - الجنس دوريهافوس (Doryrhamphus) كاوب (Kaup)، 1856
  - الجنس دونكروكامبوس (Dunckerocampus)ويتلي (Whitley)، 1933
  - الجنس إينكامبوس (Enneacampus) داوسون (Dawson)، 1981
  - الجنس إنتلوراس (Entelurus) دميرل (Duméril)، 1870
  - الجنس فيستوكاليس (Festucalex) ويتلي (Whitley)، 1991
  - الجنس فيليكامبوس (Filicampus) ويتلي (Whitley)، 1948
  - الجنس هاليكامبوس (Halicampus) كاوب (Kaup)، 1856
  - الجنس هاليكاثيس (Haliichthys) جري (Gray)، 1859
  - الجنس هيرالديا (Heraldia) باكستون (Paxton)، 1975
  - الجنس هيبيكاثيس (Hippichthys) بلييكر (Bleeker)، أسماك الأنبوب النهرية 1849
  - الجنس هيبسيلوجناثوس (Hypselognathus) ويتلي (Whitley)، 1948
  - الجنس إتشثيوكامبوس (Ichthyocampus) كاوب (Kaup)، 1853
  - الجنس كاوبوس (Kaupus) ويتلي (Whitley)، 1971
  - الجنس كيمبلاس (Kimblaeus) داوسون (Dawson)، 1980
  - الجنس كيونيميتثيس (Kyonemichthys) جومون (Gomon)، 2007
  - الجنس ليبتويتشثيس (Leptoichthys) كاوب (Kaup)، 1853
  - الجنس ليبتونوتس (Leptonotus) كاوب (Kaup)، 1853
  - الجنس ليسوكاموس (Lissocampus) وايت وهال (Waite and Hale) 1921
  - الحنس ماروبرا (Maroubra) ويتلي (Whitley)، 1948
  - الجنس ميكروجناثوس (Micrognathus) دنكر (Duncker)، 1912
  - الجنس ميكروفيس (Microphis) كاوب (Kaup)، 1853—أسماك الأنبوب في المياه العذبة
  - الجنس مينيتثيش هيرالد وراندل (Herald and Randall)، 1972
  - الجنس ميتوتيتشثيس (Mitotichthys) ويتلي (Whitley)، 1948
  - الجنس نانوكامبوس (Nannocampus) غينثر (Günther)، 1877
  - الجنس نيروفيس (Nerophis) رافينيسكو (Rafinesque)، 1810
  - الجنس نوتيكاموس (Notiocampus) داوسن (Dawson)، 1979
  - الجنس بينيتوبتيريكس (Penetopteryx) لونيل (Lunel)، 1881
  - الجنس فوكسوكامبوس (Phoxocampus) داوسن (Dawson)، 1977
  - الجنس فيكودورس (Phycodurus) غينثر (Günther)، 1865—سمكة التنين الورقية
  - الجنس فيلوبتيريكس (Phyllopteryx) سوينسون (Swainson)، 1839[14]—سمكة التنين كثيرة العشب
  - الجنس سودوفيلوس (Pseudophallus) هيرالد (Herald)، 1940—سمكة الأنبوب النهرية
  - الجنس بوجناسو (Pugnaso) ويتلي (Whitley)، 1948
  - الجنس سيكونيتثيس (Siokunichthys) هيرالد (Herald) في شولتز (Schultz) وهيرالد ولاتشنر (Lachner)و ويلاندر (Welander) و(ودز) (Woods)، 1953
  - الجنس سوليجناثيس (Solegnathus) سواينسون (Swainson)، 1839
  - الجنس ستيجماتوبورا (Stigmatopora) كاوب (Kaup)، 1853
  - الجنس ستيبيكاموس (Stipecampus) ويتلي (Whitley)، 1948
  - الجنس سينجناثويدس (Syngnathoides) بلييكر،(Bleeker)، 1851
  - الجنس سينجناثوس (Syngnathus) ليناوس (Linnaeus)، 1758—سمكة أنبوبية في العشب البحري
  - الجنس تراتشيرهامفوس (Trachyrhamphus) كاوب (Kaup)، 1853
  - الجنس أوروكامبوس (Urocampus) غينثر (Günther)، 1870
  - الجنس فاناكامبوس (Vanacampus) ويتلي (Whitley)، 1951
- أبو زمارة

### أسر
- زماراوات البحر

## صور للأنواع

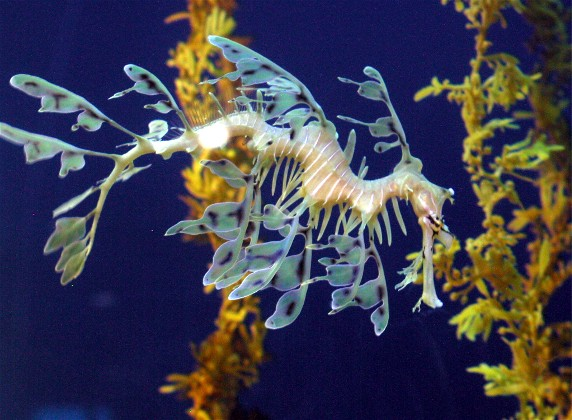
سمكة تنين البحر ذات الأوراق
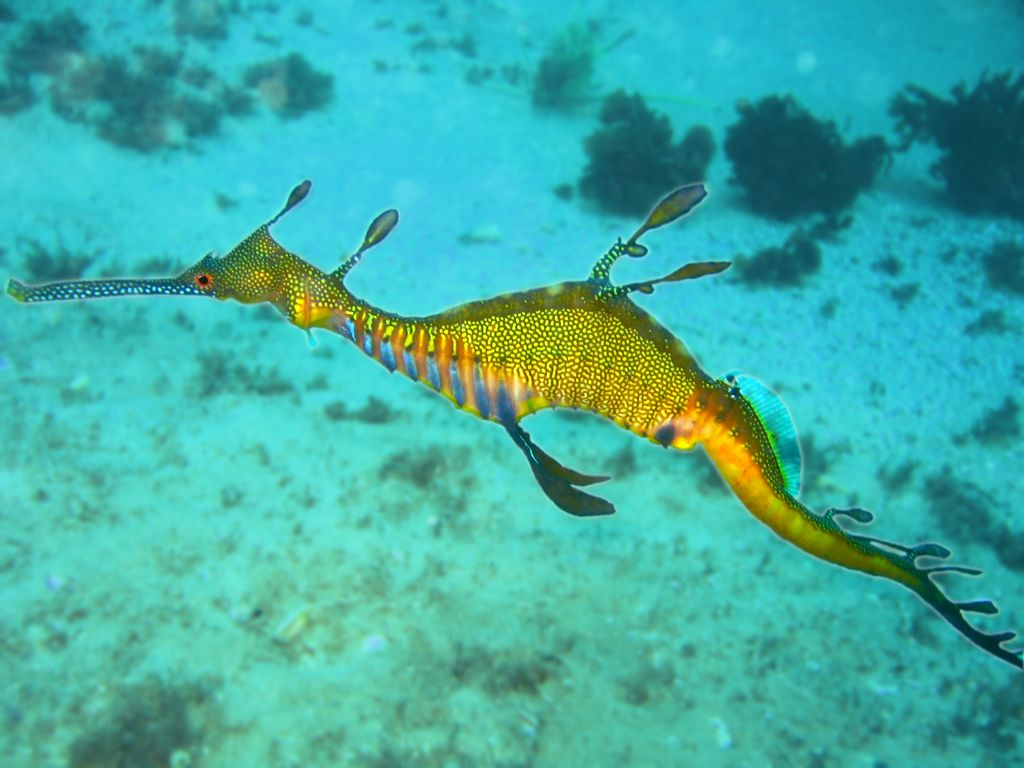
سمكة تنين البحر العشبية
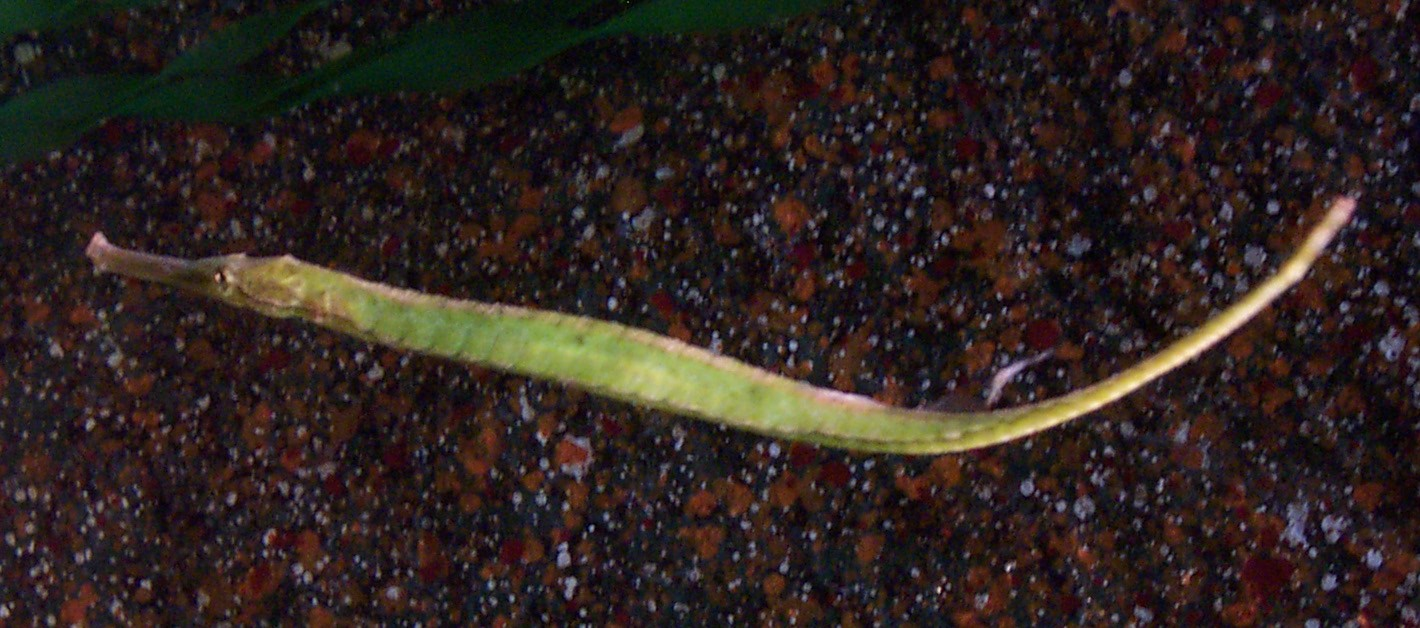
السمكة الأنبوبية

## وصلات خارجية
- (بالfr+en) مرجع موسوعة الحياة (EOL) : زمارات البحر
- Froese, Rainer, and Daniel Pauly, eds. (2006). "Syngnathidae" in قاعدة الأسماك. January 2006 version.
- [<a href="http://www.fisheries.nsw.gov.au/threatened_species/general/synganathids%22>http://www.fisheries.nsw.gov.au/threatened_species/general/synganathids</a> Seahorses and their Relatives]